# معركة دير الزور (سبتمبر–نوفمبر 2017)
كانت المعركة من أجل دير الزور نزاع بين تنظيم الدولة الإسلامية (داعش) والجيش العربي السوري من أجل مدينة دير الزور، عاصمة محافظة، واقعة على ضفاف نهر الفرات. لمدة ثلاث سنوات كانت المدينة قد قسمت إلى نصفين مدارين من قبل الحكومة السورية وداعش. بقية المحافظة كانت تحت سيطرة داعش لأغلب هذا الوقت، لتضع النصف تحت سيطرة الحكومة من المدينة تحت الحصار.
في صيف 2017، شن الجيش السوري هجوما واسع النطاق في وسط سوريا، حيث نجحوا في رفع الحصار وبدأوا عمليات هجومية للاستيلاء على بقية المدينة، إضافة إلى المناطق المحيطة.

## الخلفية
استطاع الجيش السوري كسر حصار دير الزور عن طريق الوصول إلى قاعدة اللواء 137 في 5 سبتمبر. اليوم التالي ضمنوا خط إمدادات عبر طريق الرقة، حيث تم رفع الحصار رسميا وإنشاء هدفين جديدين.
1. الاستيلاء على القرى القريبة على ضفة نهر الفرات الشرقية، الإحاطة بالأجزاء المدارة من قبل داعش في المدينة وقطع الوصول إلى المدينة لقوات سوريا الديمقراطية التي كانت تجري هجوم متزامن في المنطقة.[24][25]
2. استرداد المدينة بكاملها.[24]

## المعركة من أجل دير الزور

### إحاطة المدينة
في 14 سبتمبر، استولى الجيش السوري على منطقة البغيلية إضافة إلى حرم جامعة الجزيرة، الواقعة داخل المنطقة. بعد هذا، الجيش السوري كان قادر على الاستيلاء على المريعية وتأمين محيطها.
في 15 سبتمبر، أعلنت الناطقة باسم وزارة الخارجية الروسية ماريا زاخاروفا بداية هجوم الجيش عبر نهر الفرات، سمي رمزيا وثبة الأسد، وبعد يوم، قصفت القوة الجوية الروسية مواقع قوات سوريا الديمقراطية شمال شرق دير الزور.
في 16 سبتمبر، استولى الجيش السوري على عياش وتلتها القريبة، ليعكس مكاسب داعش التي تحققت خلال هجوم سابق في عام 2016.
في 18 سبتمبر، عبرت قوات مؤيدة للحكومة نهر الفرات باستخدام الجسور العائمة، وشنت هجوما على الضفة الشرقية من مدينة دير الزور، لتستولي على المواقع شرق المراط وتصل أطراف مظلوم. في 22 سبتمبر، بدأ الفرقة الآلية الرابعة والفيلق الخامس تقدما جنوب مظلوم نحو خشام.
في 23 سبتمبر، تقدمت قوات حكومية شمال غرب دير الزور، لتقيم رابط مع القوات في جنوب شرق الرقة والاستيلاء على معدان. بين 14 و23 سبتمبر، كان الجيش قد طهر بين 1,300 و1،700 كيلومتر مربع من الأرض، بما في ذلك 35 بلدة وقرية.
في 16 أكتوبر، استولى الجيش السوري على بلدة الحسينية على الجانب الآخر للفرات من دير الزور. في اليوم التالي، تم الاستيلاء على بلدة الجنينة أيضاً.
في 17 أكتوبر، اشتبك الجيش السوري مع داعش على الضفة الشرقية من الفرات واستولى على الخسارات، الكنامات، والمطار، مما أعطاهم سيطرة على المناطق التي تحيط بالأجزاء تحت سيطرة داعش في المدينة. في اليوم التالي، استولت قوات سوريا الديمقراطية على قرى شقرة، حسان، سفيرة فوقاني والجيعة. أزال هذه التقدم كل وجود داعش على طول الفرات شمال خشام، باستثناء مدينة دير الزور نفسها.

### الاستيلاء على المدينة
في 17 أكتوبر، استولى الجيش على ثلاثة مناطق في دير الزور وتقدم في ثلاثة مناطق أخرى، لتصبح 90 بالمائة من المدينة تحت سيطرتهم.
في 18 أكتوبر، بينما كانت العمليات تجري ضد قوات داعش على جزيرة صقر، قتل اللواء عصام زهر الدين بعد أن أصيبت قافلته بلغم أرضي. في اليوم التالي، شنت داعش هجوما مفاجئا على جزيرة صقر. فجروا قنبلة نفق قبل هجوم عام على مواقع الجيش السوري، بهدف دفعهم من الجزيرة. غير أن الهجوم تم صده بالحد الأدنى من الخسائر في صفوف الجيش.

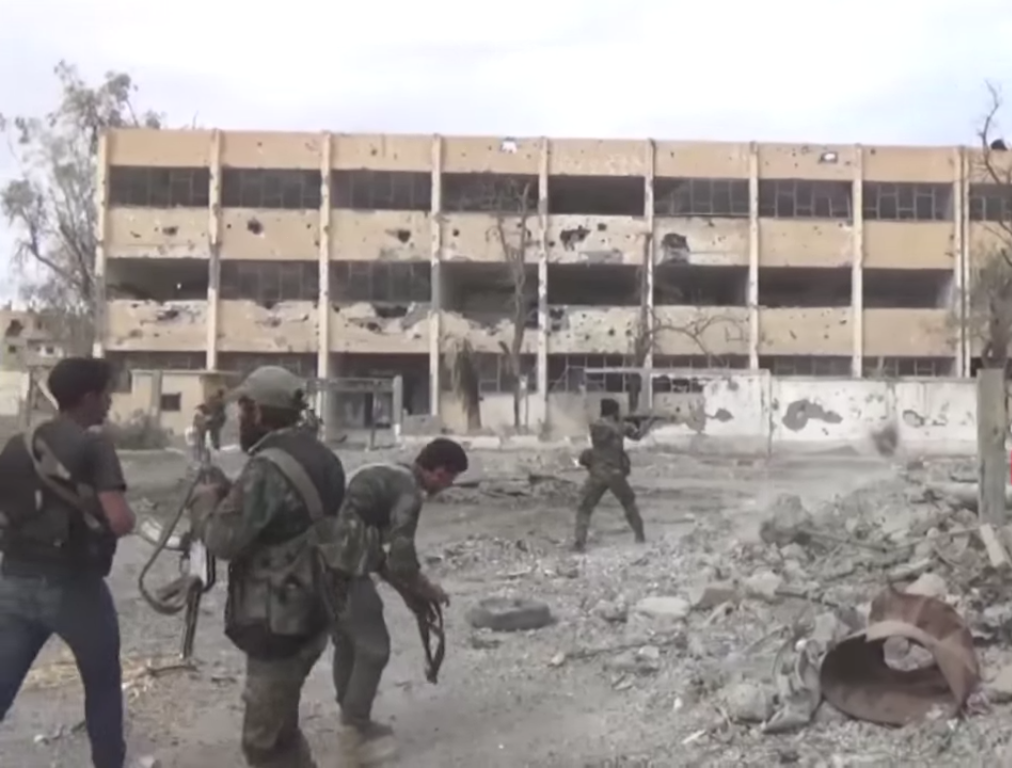
جنود سوريون يقاتلون في شوارع دير الزور في 2 نوفمبر

في 25 أكتوبر، اخترق الجيش السوري دفاعات داعش في القسم الشمالي الغربي لمنطقة الهرابيش، ليتقدم على مسافة 100 متر من ملعب المدينة. اليوم التالي، بعد استيلاء على منطقة المدينة الصناعية، عبرت قوات الجيش السوري بقيادة نخبة قوات النمر الفرات وهاجمت جزيرة صقر من جانبها الغربي. بحلول نهاية اليوم، استطاعت قوات حكومية الاستيلاء على الجزيرة. استولوا على أجزاء أيضا من منطقة الصناعة ودخلوا منطقة العمال.
في 29 أكتوبر، استولت قوات حكومية على منطقتين وملعب في دير الزور، وتقدمت بعد ذلك إلى منطقة ثالثة. كانوا يحاولون الوصول إلى منطقة تطل على بعض أحياء متبقية تحت سيطرة داعش حيث يحاصر ما يقدر بنحو 1,500 مدني. 50 مقاتل داعش و23 مقاتل مؤيد للحكومة قتلوا خلال قتال اليوم. في 31 أكتوبر، كانت قوات الحكومة السورية قد استردت مناطق الكنامات والرصافة، إضافة إلى تأمين منطقة المطار القديم بالكامل، بعد أخذ الملعب البلدي في اليوم السابق.
في 1 نوفمبر، أحرز الجيش السوري تقدم هام في وسط دير الزور، واستولوا على منطقة الجبيلة، كلية القانون، المتنزه المركزي والجزء الجنوبي لمنطقة الحميدية. على اليوم التالي، انهارت خطوط دفاع داعش حيث أحرزت قوات النمر ووحدات الحرس الجمهوري تقدم سريع في الأجزاء المركزية للمدينة، واستولوا على منطقة دير الزور الأكبر، الحميدية. أدى ذلك لحشر قوات داعش في الأحياء الباقية الأربع تحت سيطرتهم على طول ضفة نهر الفرات الغربية. بحلول منتصف الليل، استولي على أحياء الشيخ ياسين، العرضي والرشدية، ولم يتبقى سوى منطقة الحويقة تحت سيطرة الجهاديين، مع انحصار حوالي 100 مقاتل هناك. في 3 نوفمبر، استولت القوات الحكومية السورية على المدينة بالكامل.
في 10 نوفمبر، سيطر الجيش السوري على 80 بالمائة من جزيرة حويجة قاطع بعد هجوم للاستيلاء على مواقع داعش الأخيرة في المنطقة. بحلول 17 نوفمبر، كان مقاتلي داعش الأخيرين على الجزيرة قد استسلموا، واستعاد الجيش السوري السيطرة على جميع الأرض المحيطة بمدينة دير الزور.

التقدم المحرز في الهجوم في المناطق المحيطة بدير الزور

## فيما بعد – التقدم صوب البوكمال
النصر في مدينة دير الزور حرر وحدات الجيش السوري لمقاتلة قوات داعش في البلدات جنوب الميادين والانضمام إلى الجهود الرامية للوصول إلى مدينة البوكمال الحدودية الإستراتيجية، من المحور الشمالي.